# Notts County Ladies Football Club
Notts County Ladies Football Club, autrefois nommé Lincoln Ladies Football Club, Lincoln City Ladies Football Club et OOH Lincoln Ladies est un ancien club anglais de football féminin. Il partageait son stade avec le club de rugby du Nottingham RFC. 
Fondé en 1995 sous le nom Lincoln Ladies FC, il a disparu le 21 avril 2017.

## Histoire

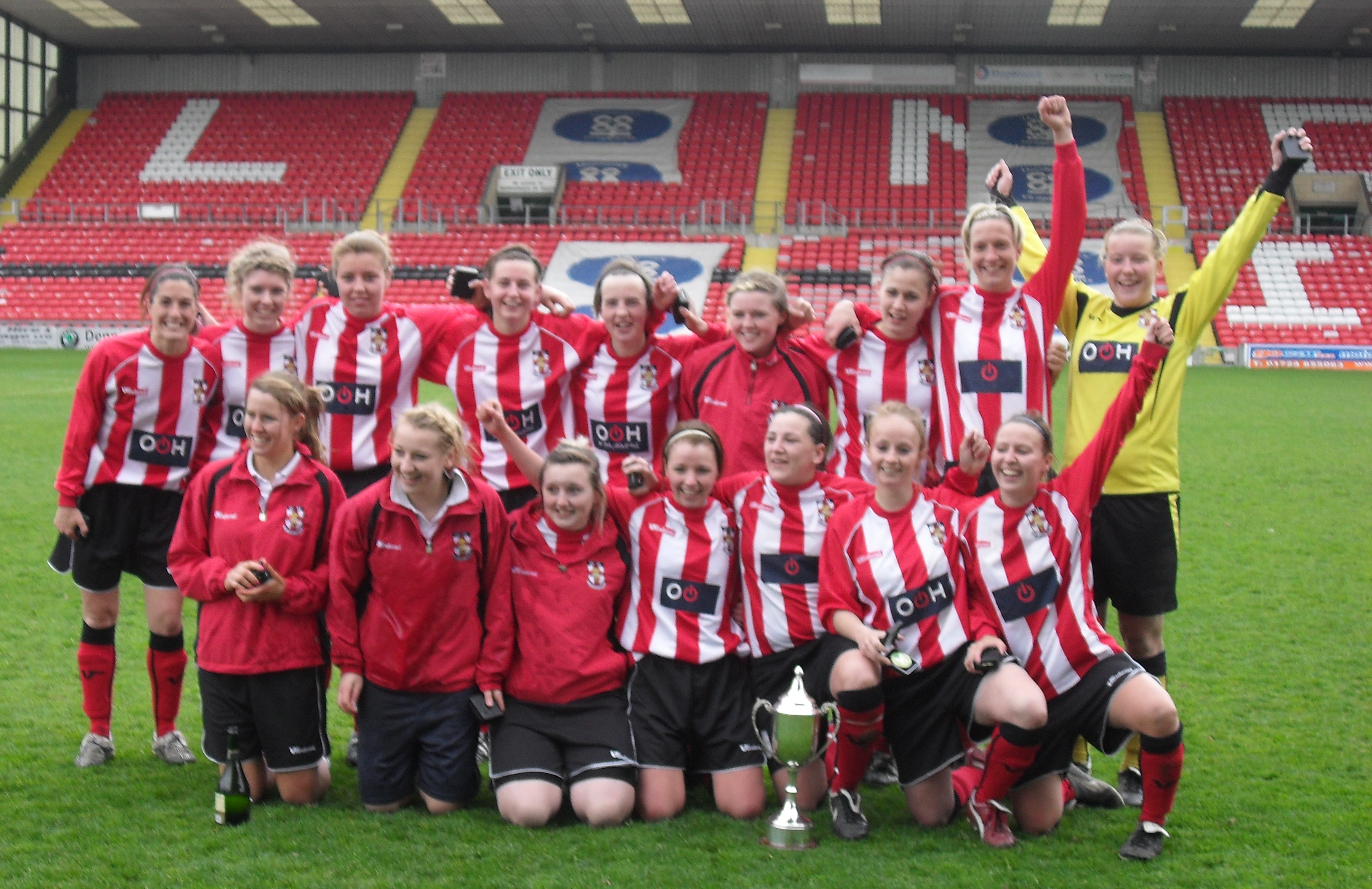
L'équipe en mai 2010.

Le club est fondé en 1995. Il est promu en première division féminine en 2011. 
En 2014, le club transfère son siège à Nottingham et change son nom en Notts County Ladies Football Club, adoptant les couleurs du club masculin.
Le club est finaliste de la Coupe d'Angleterre de football féminin et de la FA WSL Cup en 2015.